# Apoclima coriaceum
Apoclima coriaceum är en stekelart som beskrevs av Dasch 1992. Apoclima coriaceum ingår i släktet Apoclima och familjen brokparasitsteklar. Inga underarter finns listade i Catalogue of Life.